# Jacob Elliot
Jacob Elliot, född 3 augusti 1808 i Solna socken, död 20 februari 1881 i Göteborgs stad, var en grosshandlare och politiker.

## Bakgrund
Jacob Elliot var son till Blomma Magnus av släkten Magnus och Abraham Josephson av släkten Josephson. Föräldrarna kom från två av Sveriges vid tiden mest prominenta judiska släkter, men då judar i början av 1800-talet inte fick anställas av staten konverterade fadern till kristendomen i syfte att få anställning som ekonomidirektör vid Krigsakademien på Karlberg. Modern och Jacob Elliot, den yngsta i syskonskaran, var de enda i familjen som behöll den judiska tron.

## Yrkesliv
Elliot flyttade som ung till Göteborg för att ta anställning i sin morbroders kolonialvarufirma Moritz L Magnus & J Hartvig. 1839 erhöll han själv burskap som grosshandlare och övertog med tiden ägandet av sin morbroders firma som på 1870-talet därför bytte namn till Jac. Elliot & Co.
Utöver sin bana som grosshandlare var Jacob Elliot även direktör i Göteborgs Enskilda Bank under en period på 1880-talet samt engagerad i försäkringsbolaget Svea. Vidare var Elliot 1863–1870 ledamot av Göteborgs stadsfullmäktige, ledamot av olika kommittéer samt revisor i kommittén för gatornas underhåll och belysning.

## Familj
Jacob Elliot var gift med grosshandlaren Levin Jacobsons dotter Hanna Jacobson, med vilken han blev far till tre söner och en dotter. 
Dottern, Blomma Alida, gifte sig med Otto Eduard Magnus. Hans äldsta son Ludvig Elliot övertog handelsrörelsen, samt var även ägare till Jönköpings Västra Tändsticksfabrik och Örebro Tändsticksfabrik en tid. Mellansonen Oskar Edvard Elliot ägde Mariedals slott och yngste sonen Gottfrid Wilhelm Elliot ägde Öredal. 
Oskar Edvards son och Jacob Elliots sonson var Hugo Elliot som bl.a. blev generaldirektör för Pensionsstyrelsen.
Jacob Elliot lät uppföra en herrgårdsliknande byggnad omnämnd som Hulans herrgård (byggnaden revs på 1960-talet) vid Lerum på den mark han köpt av Gustaf Bergendahl.